# منتخب السويد تحت 18 سنة لهوكي الجليد للرجال
منتخب السويد لهوكي الجليد للرجال تحت 18 سنة (بالسويدية: Sveriges U18-herrlandslag i ishockey)‏ هو ممثل السويد الرسمي في المنافسات الدولية في هوكي الجليد
.